# Ghost (блог-платформа)
Ghost — платформа для блогов с открытым исходным кодом, опубликованным под лицензией MIT. Ghost создавался как альтернатива Wordpress, выросшего из движка для блога в сложную CMS.
Ghost был создан Джоном О'Ноланом, ранее замещавшим руководителя направления пользовательского интерфейса Wordpress. Первоначально он задумывал Ghost как форк Wordpress, но отказался от разработки на PHP в пользу Node.js. Сооснователем выступила Ханна Вульф. Развитие и разработку Ghost ведёт созданная ими НКО Ghost Foundation.
В мае 2013 через кампанию на Kickstarter Нолану удалось собрать £196,362 — сумму, в восемь раз превышающую запланированную. Ghost получил поддержку от Microsoft, Envato, Сета Година и Лео Бабауты. Работу над программой вели 3 штатных сотрудника Ghost Foundation и 17 волонтёров.
Версия, выпущенная в сентябре, была доступна только жертвователям и получила кодовое имя Kerouac в честь писателя Джека Керуака: тот написал роман «В дороге» на 36-метровом свитке, склеенном скотчем из машинописных страниц, что, в свою очередь, вдохновило разработчиков программы. В октябре Ghost был открыт для всех пользователей.
В 2014 году в Ghost появились возможность совместной работы, поддержка OAuth, детальная аналитика и API на базе JSON. Для улучшения собственного текстового редактора, использующего Markdown, Ghost приобрёл другую блог-платформу со схожим подходом — Roon.io. В марте 2016 были представлены приложения для операционных систем Linux, macOS и Windows для редактирования и управления блогом.
Ghost доступен в виде дистрибутива и по модели SaaS (Ghost(Pro)) со стоимостью подписки, привязанной к числу подключённых к учётной записи блогов, числу просмотров, расширенной технической поддержке и инструментам разработчика. С июня 2015 года Ghost использует для хостинга инфраструктуру компании DigitalOcean.